# 維金納琴
維金納琴（Virginal或Virginals），或譯維吉納琴，是類似羽管鍵琴的一種歐洲樂器，在文藝復興末期至巴洛克時期最為流行。
其琴體比羽管鍵琴小，呈四方形，每個鍵只有一根弦。大多數的維金納琴（特別是早期的維金納琴）都沒有支架，是放在桌子上彈奏的。

## 命名
“維金納”一名的來源不明，可能是來自拉丁語“virga”，意思是棍子，指的是鍵盤旁邊的木棍，但此說存疑。此外，它也可能是來自“virgin”（處女）一詞，因為它當時多是由年輕女孩子彈奏的，或者也可能是因為它的聲音像年輕女孩的嗓音（vox virginalis）一樣好聽。

## 外部連結
- Double virginal by Hans Ruckers, 1581 （页面存档备份，存于）
- Spinetta or virginal, Venice, 1540 （页面存档备份，存于）
- Double virginal by Ludovicus Growelus, ca. 1600
- Octave virginal, Augsburg, ca. 1600
- Muselar virginal by Jan Ruckers, 1622
- Ottavino, before 1668, Rome

 . . 1921.
. . 1905.